# Guyanaïta
La guyanaïta és un mineral de la classe dels òxids. Rep el nom de la Guyana, on es troba la seva localitat tipus.

## Característiques
La guyanaïta és un òxid, la fase β de CrO(OH). Cristal·litza en el sistema ortoròmbic. Com passa amb altres espècies minerals de crom de la localitat del riu Merume, com ara la bracewellita, la grimaldiïta i la mcconnellita, aquesta espècie no està present universalment en tots els exemplars i cal verificar cadascuna de les peces.
Segons la classificació de Nickel-Strunz, la guyanaïta pertany a «04.FD: Hidròxids amb OH, sense H₂O; cadenes d'octaedres que comparteixen angles» juntament amb els següents minerals: spertiniïta, bracewel·lita, diàspor, goethita, groutita, montroseïta, tsumgallita, manganita, yttrotungstita-(Y), yttrotungstita-(Ce), frankhawthorneïta, khinita i parakhinita.

## Formació i jaciments
Va ser descoberta al riu Merume, a prop de la localitat de Kamakusa, a la regió de Potaro-Siparuni, (Guyana). També ha estat descrita a la mina d'or d'Omai, a la regió de Cuyuni-Mazaruni, també a la Guyana, així com als Estats Units, Finlàndia, Rússia i l'Antàrtida.